# Sant Isidre de Sucs
Sant Isidre de Sucs és l'església parroquial de Sucs, al municipi de Lleida, inclosa a l'Inventari del Patrimoni Arquitectònic de Catalunya.

## Descripció
Església entre mitgeres, d'una sola nau, d'estructura d'arc rebaixat, estucada i de campanar prismàtic. Motius neoclàssics a motllures i a façana exterior. Interior absolutament net, només pintat. Retaules de pintura moderna. Imatges de fusta i cel ras de plaques de guix. Sostre esfondrat en un sol lloc interior. Bigues de fusta i llistons de ferro que suporten el cel ras. Teula àrab.